# Mușchiul brahioradial

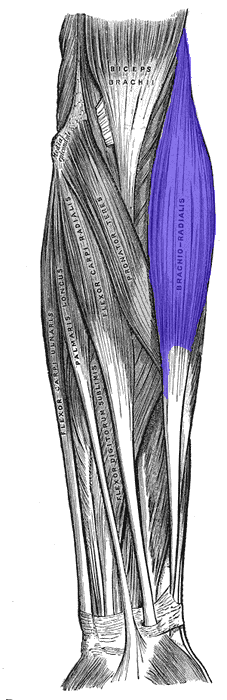
Mușchiul brahioradial (în albastru)

Mușchiul brahioradial (Musculus brachioradialis) numit impropriu și lungul supinator sau  supinatorul lung este un mușchi lung fusiform așezat pe fața laterală a antebrațului. Este cel mai superficial, cel mai puternic și cel mai lateral mușchi al grupului lateral de mușchi ai antebrațului. Formează marginea laterală a fosei cubitale (Fossa cubitalis).

## Inserții
Are originea proximal pe porțiunea superioară a crestei supracondiliene laterale a humerusului (Crista supraepicondylaris lateralis, care reprezintă treimea distală a marginii laterale a humerusului), deasupra epicondilului lateral al humerusului (Epicondylus lateralis humeri) și distal de șanțul nervului radial (Sulcus nervi radialis) și de pe septul intermuscular lateral al brațului (Septum intermusculare brachii laterale).
Corpul muscular se continuă de la jumătatea antebrațului cu un tendon puternic lung care coboară de-a lungul radiusului și se inseră pe fața laterală a extremității distale a radiusului, deasupra procesului stiloid al radiusului (Processus styloideus radii).

## Raporturi
Lateral este acoperit de piele și fascia antebrahială.
Înapoi are raporturi cu capul lateral (Caput laterale) al mușchiului triceps brahial (Musculus triceps brachii) și mușchiul lung extensor radial al carpului (Musculus extensor carpi radialis longus).
Medial acoperă mușchiul lung extensor radial al carpului (Musculus extensor carpi radialis longus), mușchiul scurt extensor radial al carpului (Musculus extensor carpi radialis brevis), mușchiul rotund pronator (Musculus pronator teres) și radiusul. 
Distal, este încrucișat de tendoanele mușchiului lung abductor al policelui (Musculus abductor pollicis longus) și mușchiului extensor scurt al policelui (Musculus extensor pollicis brevis). 
La nivelul cotului și brațului, împreună cu tendonul mușchiului biceps brahial (Musculus biceps brachii) delimitează șanțul bicipital lateral (Sulcus bicipitalis lateralis), prin care trec nervul radial (Nervus radialis) și arteră recurentă radială (Arteria recurrens radialis).
La nivelul antebrațului, marginea sa medială (ulnară) este în raport cu ramura superficială a nervului radial (Ramus superficialis nervi radialis), cu artera radială (Arteria radialis) și venele radiale (Venae radiales); mușchiul brahioradial este aici satelitul arterei radiale.

## Acțiune
Acțiunea principală a mușchiului este cea de flexor puternic al antebrațului pe braț în articulația cotului. 
Este și un pronator, dar numai în cazul când antebrațul se găsește în supinație completă forțată. El devine și supinator, dar numai atunci când antebrațul se găsește în pronație forțată.

## Inervația
Inervația este asigurată de ramuri ce provin din nervul radial (neuromer C5—C6). 

## Vascularizația
Vascularizația este asigurată de artera radială (Arteria radialis), artera colaterală radială (Arteria collateralis radiali), artera recurentă radială (Arteria recurrens radialis).